# Rankovci (Słowenia)
Rankovci – wieś w Słowenii, w gminie Tišina. W 2018 roku liczyła 249 mieszkańców.